# Urban Strike
Urban Strike é um jogo desenvolvido e publicado pela Electronic Arts.
Foi lançado para Mega Drive em 1994, com versões posteriores para Super Nintendo Entertainment System e Game Gear em 1995, e Game Boy em 1996.
O jogo é uma sequência de Jungle Strike.

## História
A história do jogo é ambientada no ano de 2001, centrada no antagonista principal H.R. Malone, ex-candidato á presidência americana, empresário multi-milionário e político corrupto que quer dominar o continente americano com suas forças malignas para desta forma se tornar o líder supremo sobre todos os países do continente, assim espalhando uma perigosa onda de crimes. Apesar de ser considerado perigoso, Malone ainda possui carisma e lábia o suficiente que convence o público a seguir seus ideais.
Conforme a história se segue, um dos homens de Malone é revelado como Scott Anthony, conhecido pelo codinome "Agente Ego", que se disfarçou de segurança de Malone afim de se infiltrar na base do mesmo e descobrir seus planos. Ele (Ego) havia sido um dos copilotos selecionáveis no game anterior, Jungle Strike. Ego contou a seus superiores sobre a construção de uma super-arma que desestabilizaria as forças do governo americano, e que os componentes da mesma estavam localizados numa base no Havaí. Ego consegue revelar o plano inicial do vilão, mas ao entrar em seu carro, o mesmo havia sido trocado por um carro bomba, que explode ao ser ligado, causando a morte do agente. O piloto é noticiado da morte de Ego durante o informativo de sua missão. E tudo começa no Havaí, onde a principal missão do jogador é interromper o roubo de espelhos gigantes por Malone, além de resgatar um cirurgião plástico que está na mira dos assassinos e até então precisa se refugiar. Tal cirurgião revela ter trabalhado na restauração de uma vítima cujo rosto fora deformado por queimaduras em Washington, muitos anos antes (durante a campanha na selva em Jungle Strike), essa mesma pessoa inicialmente revelou ser o próprio Malone. O cirurgião fora marcado para morrer por deduzir que estava operando Carlos Ortega, que era um dos vilões do game anterior e que havia sido derrotado e morto ao fim do mesmo.
É preciso agora impedir a destruição em massa por Malone, que têm como principais alvos as cidades de Nova York e Las Vegas.